# Glochidion heyneanum
Glochidion heyneanum är en emblikaväxtart som först beskrevs av Robert Wight och George Arnott Walker Arnott, och fick sitt nu gällande namn av Robert Wight. Glochidion heyneanum ingår i släktet Glochidion och familjen emblikaväxter. Inga underarter finns listade i Catalogue of Life.